# Новий Ратинець
Новий Ратинець (пол. Nowy Ratyniec) — село в Польщі, у гміні Стердинь Соколовського повіту Мазовецького воєводства.
Населення — 160 осіб (2011).
У 1975-1998 роках село належало до Седлецького воєводства.

## Демографія
Демографічна структура станом на 31 березня 2011 року:
|          | Загалом | Допрацездатний вік | Працездатний вік | Постпрацездатний вік |
| -------- | ------- | ------------------ | ---------------- | -------------------- |
| Чоловіки | 70      | 15                 | 42               | 13                   |
| Жінки    | 90      | 22                 | 48               | 20                   |
| Разом    | 160     | 37                 | 90               | 33                   |